# Charles Bassi
Pour les articles homonymes, voir Bassi.
Charles (Carlo) Francesco Bassi (né le 12 octobre 1772 à Turin - mort le 11 janvier 1840 à Turku) est le premier directeur de la Direction des bâtiments de Finlande.

## Biographie
En 1780, Charles Bassi vient en Suède avec sa mère et sa sœur. Sa grande sœur Giovanna Bassi (1762–1834), qui est danseuse, a un contrat avec l'opéra royal de Stockholm. Charles Bassi commence en 1784 ses études d'architecture à l'académie des arts de Stockholm. Plus tard, il étudiera aussi à Rome. 
En coopération avec Carl Christoffer Gjörwell le Jeune, Charles Bassi apporte en Finlande en coopérant, le style néoclassique suédois, dit Style gustavien (fi). En 1800,  Gjörwell conçoit l'Akatemiatalo pour l'Académie royale d'Åbo. En 1802, Charles Bassi, s'installe à Turku pour superviser les travaux. En 1808-1809, la Guerre de Finlande qui se termine par l'incorporation de la Finlande à l'empire russe, provoque la suspension des travaux qui ne se termineront qu'en 1815.
En 1810, le bureau de l'intendant prend ses fonctions avec pour responsabilité de gérer depuis Stockholm les affaires de construction. Charles Bassi est nommé directeur du bureau. Anton Wilhelm Arppe (1789–1862) qui est né en Finlande et a étudié en Suède en est nommé contrôleur du bureau à Turku. L'année suivante, le bureau a une reconnaissance officielle.
En 1821, le bureau est transféré à Helsinki. Le 9 mai 1816, Charles Bassi épouse Helena Kristiina Wetterbrun (1781–1821). Le couple aura : Johanna Carolina (1808–1892), Carl Johan (né en 1812), Sophia Antoinette (1815-1850), Agnes Charlotta (1816–1849), Ängell Christina Francisca (née en 1817) et Emelia Elisabeth (née en 1819). Son épouse Helena Kristiina meurt en couches le 20 janvier 1821. Bassi se remariera le 12 février 1825 avec Johanna Lovisa Lundgren.

## Ouvrages principaux
- Église de Parikkala (1813–1817)
- Rénovation de l'Église de Halikko (1813–1815)
- Église de la paroisse rurale de Mikkeli (1816–1817)
- Église d'Akaa (1817)
- Église de Muonio (1817)
- Église de Mäntyharju (1822)
- Église de Sulkava (1822)
- Église de Vihti (1822)
- Église de Suodenniemi (1831)
- Église de Rautu (1822–1823)
- Église de Korpilahti (1826)
- Église de Rautavaara  (1827)
- Église de Puumala  (1832)
- Église de Kanta-Loimaa (années 1830)
- Église d'Ekenäs (1839–1842)
- Manoir de Korpo (1802–1805)
- Manoir de Wiurila (1804–1811)
- Ancienne église de Tampere 1825
- Hôtel de ville de Turku 1812

## Galerie

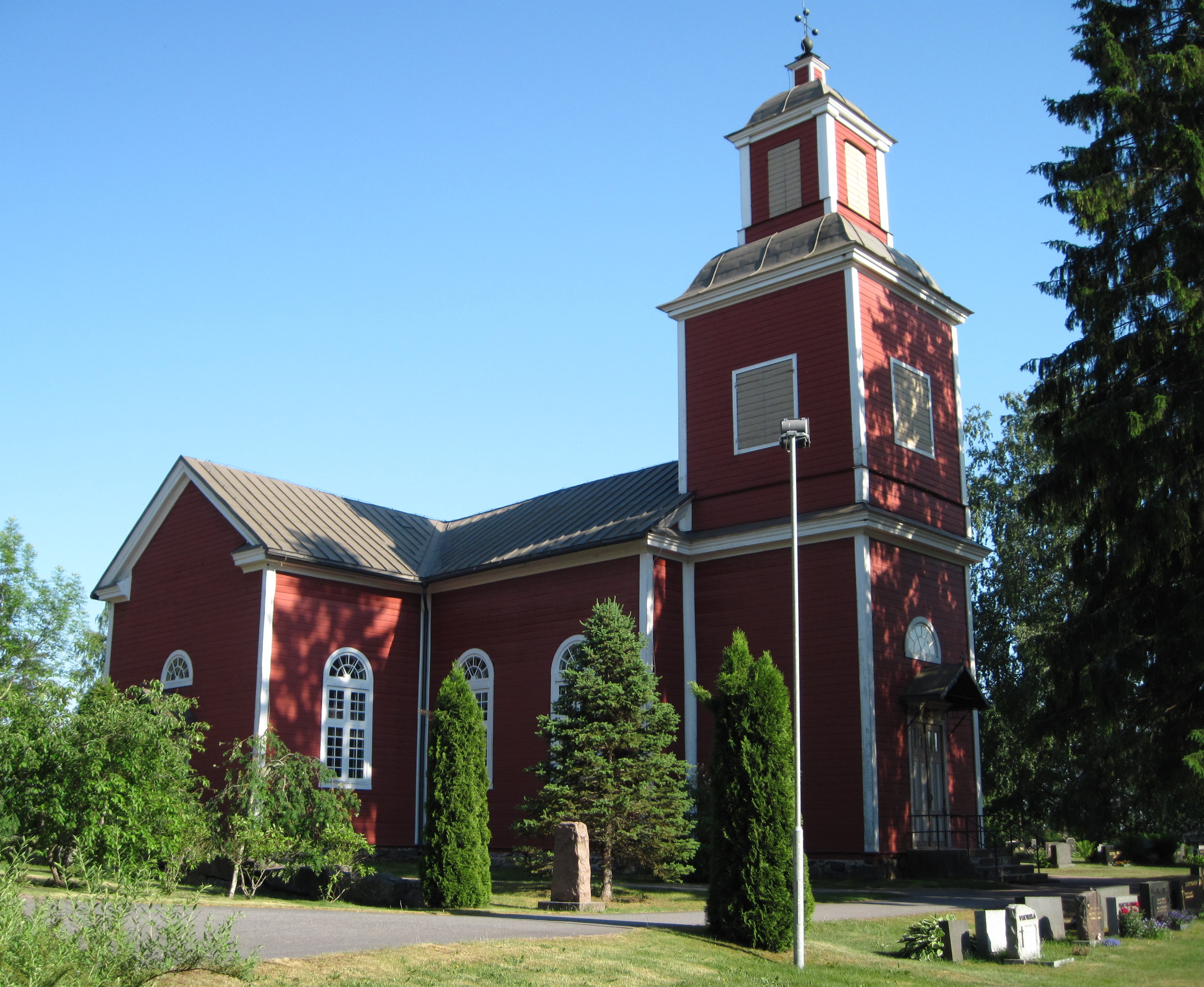
L'église d'Oripää.
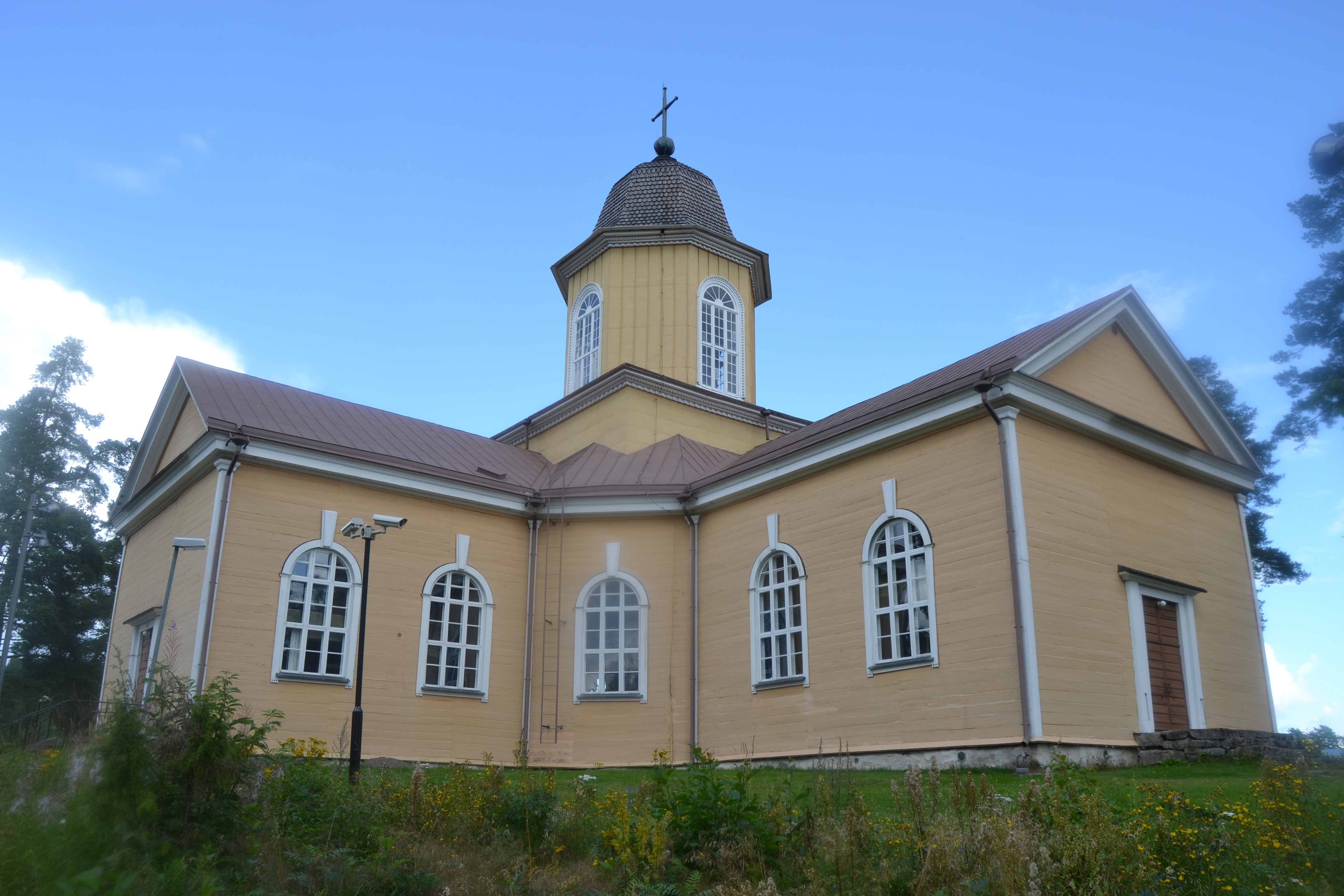
L'église de Korpilahti.
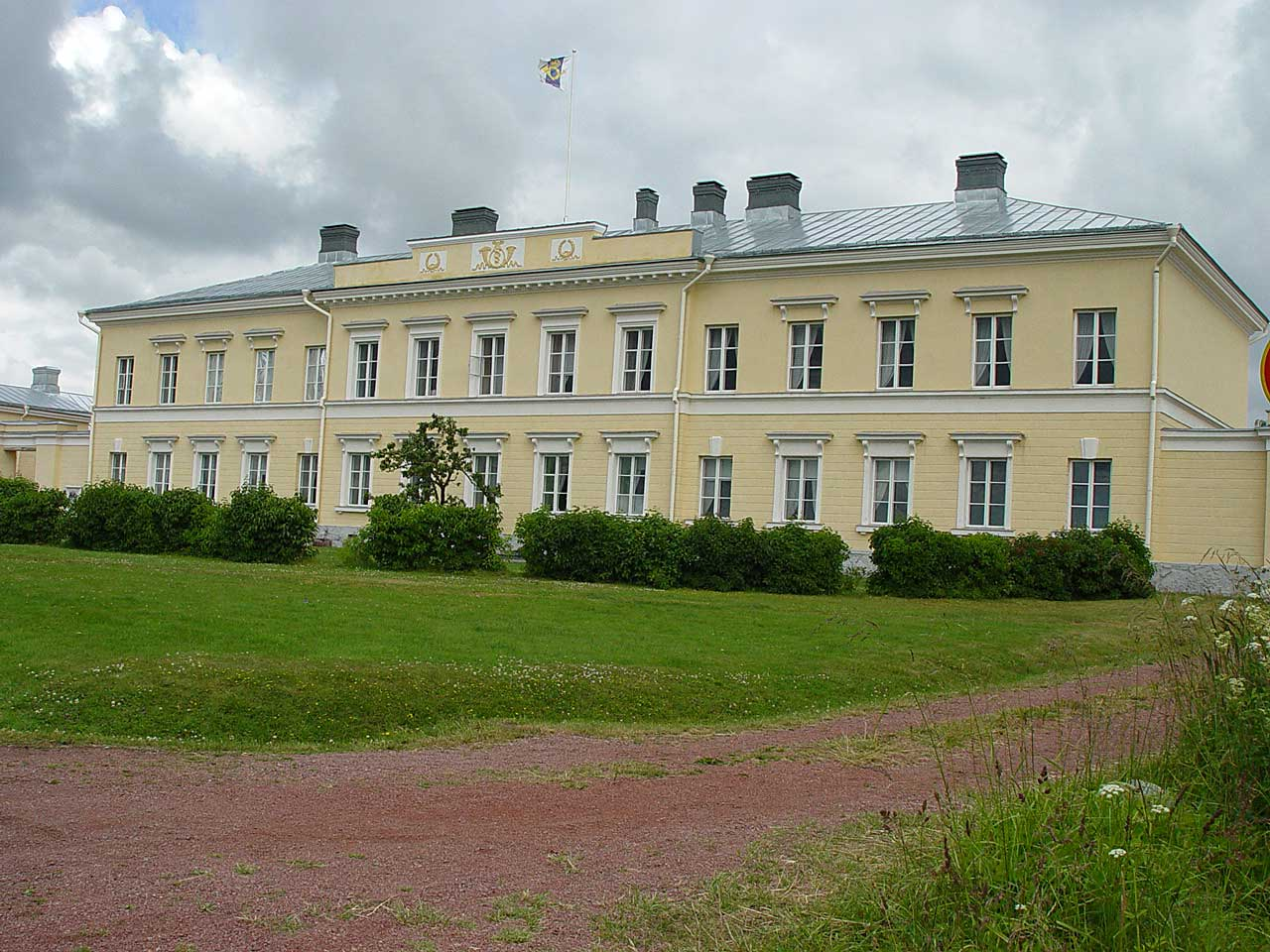
Musée de la poste d'Eckerö.
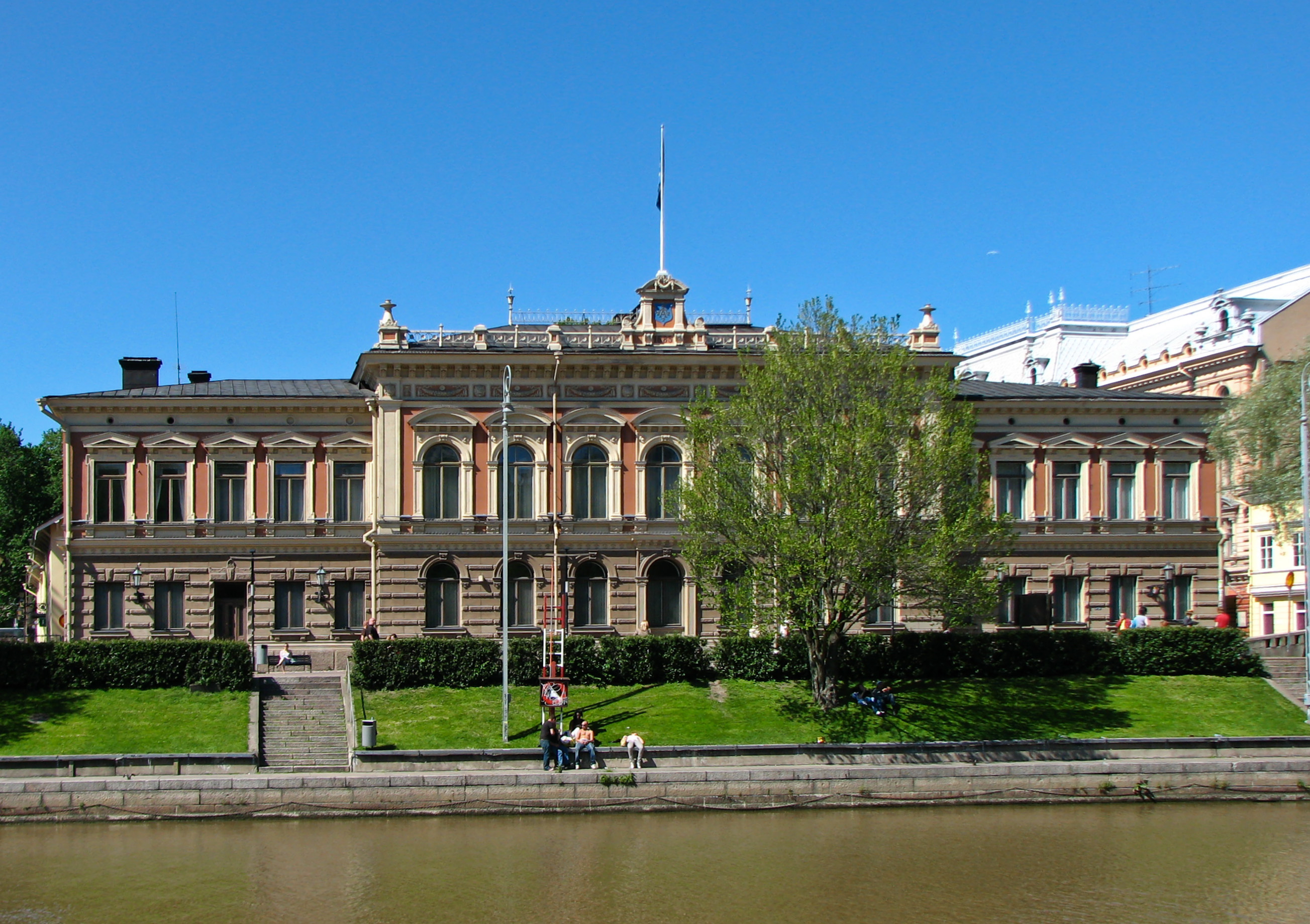
L'Hôtel de ville de Turku.
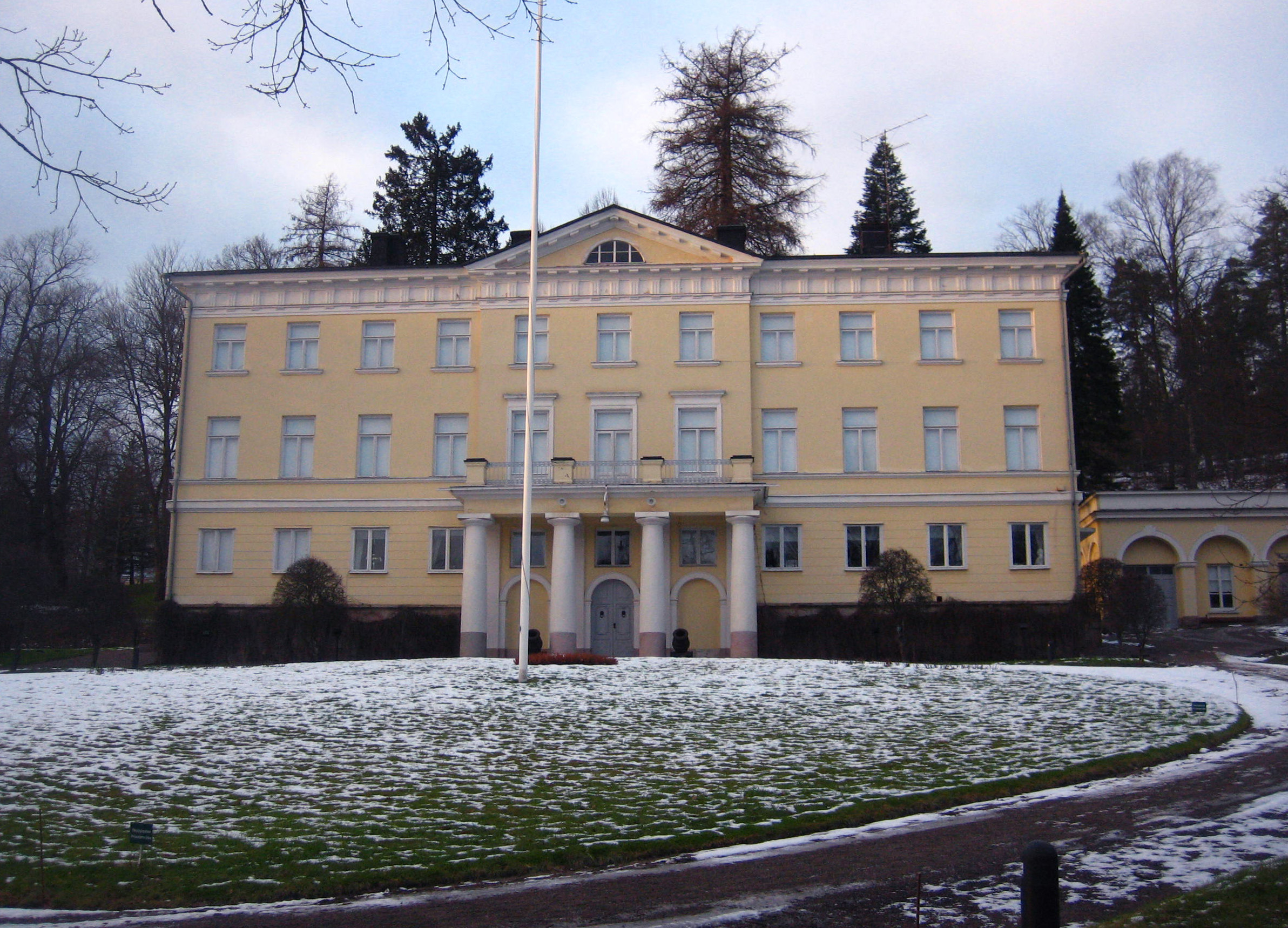
Le bâtiment de Fiskars à  Raseborg.